# Cantón de Lannoy
El cantón de Lannoy era una división administrativa francesa, que estaba situada en el departamento de Norte y la región de Norte-Paso de Calais.

## Composición
El cantón estaba formado por trece comunas:
- Anstaing
- Baisieux
- Chéreng
- Forest-sur-Marque
- Gruson
- Hem
- Lannoy
- Leers
- Lys-lez-Lannoy
- Sailly-lez-Lannoy
- Toufflers
- Tressin
- Willems

## Supresión del cantón de Lannoy
En aplicación del Decreto nº 2014-167 de 17 de febrero de 2014, el cantón de Lannoy fue suprimido el 22 de marzo de 2015 y sus 13 comunas pasaron a formar parte; cinco del nuevo cantón de Templeuve, cuatro del nuevo cantón de Villeneuve-d'Ascq, tres del nuevo cantón de Croix y una del nuevo cantón de Roubaix.